# Стилпон
Стилпон од Мегаре (стгрч. СтилпонΣτιλπων ο Μεγαρευс; између 380. и 360. п. н. е. - између 300. и 280. п. н. е.) је старогрчки филозоф мегарске школе.
Информације о животу Стилпоа у изворима су фрагментарне и садрже неколико легенди, чију поузданост доводе у питање савремени историчари. Антички аутори су истакли Стилпову духовитост, способност вођења дискусије, нежан карактер и популарност у старој Грчкој. Једна од легенди о животу филозофа повезана је са његовим противљењем војсковођи Деметрију Полиоркету. Након што су Деметријеве трупе опљачкале Стилпонов родни град Мегару, војсковођа је понудио да надокнади филозофу за губитке које је претрпео. Стилпон је одбио понуду, рекавши: „Нисам видео никога ко би однео [моје] знање.
Мало се зна о учењу Стилпона и његовом доприносу развоју филозофије. Претпоставља се да је био еристичар чија се дијалектика бавила противречностима у спољашњој презентацији и говору и развила се у једноставну игру речи. У етици, Стилпо је бранио идеал „бесстрасности“, чиме је учење мегарске школе приближио филозофији киника. Од многих Стилпових ученика посебно се истичу руководилац Елидо-Еретријанске школе Менедем и оснивач стоицизма Зенон.

## Биографија
Стилпон је рођен у Мегари између 380. и 360. п. н. е.. Информације о животу Стилпоа у древним изворима су фрагментарне и садрже неколико легенди, чија је поузданост сумњива међу савременим историчарима. Према Диогену Лаертију, он је био ученик једног од ученика, или чак оснивача мегарске филозофске школе, Еуклида, као и Трасимаха из Коринта и Диогена.
Древни извори представљају Стилпона као самодовољног, духовитог човека нежног карактера. Они претежно описују анегдоте везане за Стилпона, а не филозофска учења.
Стилпон се оженио хетером по имену Никарета из Мегаре. Атенеј је Никарету назвао Стилповим учеником. Диоген Лаертије је филозофа Брисона из Ахаје[ен] назвао Стилповим сином. Стилпонова ћерка, која је добила име по својој мајци Никарети, удала се за једног од очевих пријатеља Симиас. Одликовала се непристојним понашањем. Према древној легенди, неко је рекао Стилпону: "Она те срамоти!" - на шта је добио одговор: „Не, нити ме је срамота, нити сам јој ја част.”.
Стилпон је осуђен у Атини на Ареопагу због хеуристичке вежбе са верском компонентом. Зато је питао да ли је статуа Атене Фидије бог. Добивши позитиван одговор, Стилпон је приметио да је статуу створио Фидија, а не Зевс, и да сходно томе не може бити бог. На суђењу се није одрекао својих речи и изјавио је да Атена не може бити бог, јер је женствена и, сходно томе, богиња. Судије су одлучиле да протерају Стилпона из града. Древни извори дају још неколико примера који дају разлог да се сумња у Стилпонов  атеизам. Дакле, упитао је филозофа Теодора Киринског, званог Атеиста: „Шта је у вашем имену и у вама је? Када се Теодор сложио, Стилпон је приметио да пошто његово име садржи Θεο („Бог“), онда је он Бог. На Кратерово питање: „Да ли богови осећају радост због нашег обожавања и молитви?“ – Стилпон је одговорио да се такве ствари питају лицем у лице, а не пред сведоцима. Атенеј прича анегдоту о томе како је Стилпон јео бели лук и заспао у храму Мајке богова, иако је после такве хране било забрањено чак и да уђе на његову територију. У сну, богиња је питала филозофа како се усудио да прекрши закон, на шта је добила одговор: „Дај ми још нешто и нећу јести бели лук.“
Још две легенде повезане су са именом Стилпона о односу између филозофа и иконских војсковођа из периода ратова дијадоха, Птоломеја и Димитрија. Дакле, 308. године п. н. е. Птоломеј је заузео Мегару и понудио Стилпону не само велику суму новца, већ и да се пресели у Египат. Филозоф је одбио овај предлог и за кратко време, док су Птолемејеве трупе биле у граду, преселио се на Егину. Стилпон је посетио Египат током свог живота. Диоген Лаертије прича о томе како је Стилпон, на Птоломејевом двору, поставио Диодору Крону неколико дијалектичких проблема које није могао да реши.
Године 307. п. н. е. Мегару је заробио Деметрије Полиоркет. После пљачке града, војсковођа се сетио чувеног филозофа Стилпона. Деметрије је понудио да надокнади све губитке, на шта је добио одговор: „Нисам видео никога ко би одузео [моје] знање. Као одговор на Деметријеву фразу да оставља Мегару слободну, Стилпон је приметио: „Оно што је истина је истина: ниси нам оставио ни једног роба“. Сенека допуњује биографију Стилпоа изјавама да су током заузимања града умрла жена и деца филозофа, а он је одговорио Деметрију: „Све моје добро је са мном!“
Стилпон је умро у дубокој старости између 300. и 280. п. н. е. По древном предању, философ је пио вино да би убрзао своју смрт, па је стога у његову част настао епиграм чији је аутор непознат:
Знаш како Стилпон МеГарски је завршио:
Старост и болест заједно су га срушиле.
Али је постао возач вештих злих коња
Попијена чаша вина: побегао им је онај ко је пио.

## Учење
Стилпон је припадао мегарској филозофској школи. За живота је стекао славу као највештији дебатант који је духовитошћу надмашио своје противнике. Неколико фрагмената из Диогена Лаертија сведочи о Стилпоновој популарности: „Грчка је, гледајући га, била у опасности; чинило се да ће и она почети да се мегаризује“ и „у Атини... сви су истрчали из радионица да га погледају [Стилпон], а када му је неко рекао да га сви гледају са изненађењем, као у звер без преседана, он је одговорио: „не, као права особа“
Стилпон је схватао универзално у смислу формалног, апстрактног, рационалног идентитета. У својим примерима, филозоф је бранио форму универзалности од партикуларног: „„Поврће“ није оно што је пред нама, јер је „поврће“ постојало хиљаду година пре нас, а самим тим и поврће испред нас. од нас није поврће“. У овом случају, он супротставља универзално посебном. У античкој и модерној књижевности постоје два приступа софизмима Мегарика. Плутарх је Стилпонове изјаве назвао и духовитом шалом. Г. В. Ф. Хегел примећује да људско мишљење оперише универзалним концептима и да са њима повезује посебне дефиниције. Међутим, свака ствар је одвојена од себе и представља агрегат многих независних универзалности. Према Стилпону, истините су само универзалне дефиниције узете одвојено, а не индивидуалне карактеристике сваког конкретног предмета. Из овога је Стилпон закључио неприхватљивост идентификације две универзалности. Према филозофу, не може се рећи „добри људи“, јер када би оба појма била идентична, онда би се универзални концепт „доброг“ односио искључиво на људе, али не и на „храну“ или „лек“.
Ова логичка противречност је због идентификације субјекта и предиката. Ако прихватимо да је предикат део који чини субјект, онда Стилпонов аргумент постаје неодржив не само у практичном већ и у теоријском смислу. Колот из Лампсакуса је веровао да сам живот постаје немогућ ако не можемо да оперишемо са концептима као што су „десет хиљада коњаника“ или „јаки град“.
За овај део Стилпоновог учења везује се једна древна анегдота: „Стилпон је некоме тврдио да ова риба од трговца није храна, јер је „храна” општи појам, а „риба” је посебан, а усред овај разговор је отишао и почео да купује ову рибу. Саговорник га је ухватио за огртач: „Ти поткопаваш сопствене аргументе, Стилпоне!“ – „Никако“, одговорио је Стилпон, „моји аргументи су са мном, али риба је пред распродајом.“

## Утицај на развој филозофије
Према Византијској енциклопедији Суда, Стилпон је написао „немање 20 дијалога“. Диоген Лаертије је на једном месту свог дела „О животу, учењу и изрекама познатих филозофа” тврдио да Стилпон није ништа написао, на другом је створио девет дијалога: „Москхус”, „Аристиппус или Цаллиас”, „Птоломеј”, „ Херекрат”, „Метрокле”, „Анаксимен”, „Епиген”, „Кћерки”, „Аристотел”.
Фрагменти и сведочанства о Стилповом животу објављени су 1990. године у Напуљу у књизи „Соцратис ет Соцратицорум Реликуиае“ коју је приредио Г. Гианнантони.
Диоген Лаертије је такође навео многе Стилпонове ученике: Метродора Теоретичара и Тимагора из Геле, које је Стилпон „повратио од Теофраста“, Клитарха и Симију од Аристотела из Кирене, Паеонија из Аристидове школе, Дифила са Босфора, Мирм , Трасидемус, Алцимус , Катес, Плистенес оф Елис, Менедемос и Зенон. Међу Стилповим ученицима савремени истраживачи посебно истичу руководиоца Елидо-Еретријанске школе Менедемоса и оснивача стоицизма Зенона.